# ステラ賞
ステラ賞（ステラしょう、Stella Awards）は、アメリカ合衆国のネット社会で流布しているミーム・都市伝説の一種で、「その年で最も馬鹿げた訴訟」に与える賞とされている。ステラ賞の名前は1994年4月、ステラ・リーベックがファーストフードのコーヒーでやけどをしたのは、熱いコーヒーを出したファーストフード会社に責任があるとして起こした裁判（マクドナルド・コーヒー事件）で、64万ドルの賠償金を得たことに由来する。毎年、同じような裁判事例がその年のステラ賞として流布されていることからもわかるとおり、ステラ賞が与えられたとして知られている裁判は実在しない。
本当のステラ賞（ほんとうのステラしょう、True Stella Awards）とは、アメリカのコラムニスト、ランディ・カッシンガムによる民事裁判の乱用をテーマとしたコラム、および、そうした裁判に対してカッシンガムが与えている賞である。1年に1度、カッシンガムのウェブサイトStellaAwards.comにて授賞式が行われる。カッシンガムは「馬鹿げた訴訟は、時間、金、裁判所の資源を浪費するものでしかない」と述べており、最も重要なのは「最終的に、社会が毅然とした態度をとること」だとしている。
ステラ賞が架空の裁判事例による都市伝説であることは、しばしば、「馬鹿げた訴訟は存在しない」という法廷弁護士の主張の根拠とされていた。これに反発したカッシンガムは、信頼できる情報源に基づいて調査し、馬鹿げた訴訟の記事を執筆することを計画した。ほどなくして大量の事例が収集され、2002年9月に「本当のステラ賞」の第一回が配信された。その後も常に最新の事例が存在し続けており、カッシンガムの連載は続いている。

## 本当のステラ賞の受賞事例

### 2002年
バート姉妹
三姉妹は、母の命を救おうとするところを見せられ精神的苦痛を受けたとして、治療にあたった医師を訴えた。

### 2003年
マーシー・ノリエガとマデラ市
警官であった彼女は、暴れる男にテーザー銃（スタンガンの一種）を使おうとしたが、どういうわけか間違って拳銃を発砲。撃たれた男は即死した。
ノリエガと市は、テーザー銃と拳銃の違いがわからない為に起きた事件だとして、テーザーの製造元を訴えた。

### 2004年
メアリー・ウバウディ
乗用車に同乗していて事故に遭い、車外に放り出され重傷を負ったメアリーは、車の運転手、道路工事を請け負った会社の他、「シートベルトの正しい使い方を説明しなかった」として、乗車していた車のメーカーのマツダを訴えた。

### 2005年
ローラ
2人のマジシャンに対し、「マジシャンは物理法則を無視している。これは『神の力』を使っているに違いない。自分は神であり、2人は自分から力を奪っているはずだ」として、マジックの秘密を教えるか、2人の生涯賃金の10%を自分に払うように訴えた。

### 2006年
アラン・ヘッカード
マイケル・ジョーダンと似ているため頻繁に間違われ、名誉毀損と精神的苦痛を負ったとして、ジョーダンとナイキ共同創設者フィルナイトを訴えた。

### 2007年
ロイ・ピアソ
行きつけのクリーニング屋にお気に入りのズボンを出したところ、同店がズボンを紛失。店の看板にある「満足保証」との文言に欺かれたとして、5400万ドル（約66億円）の損害賠償を求めた。